# 蔣大為
蔣 大為（しょう だいい、ジャン・ダーウェイ、1947年1月22日—）は、中華人民共和国の歌手。天津市出身。中央民族歌舞団団長、元全国文連第七·八期常委、中国音楽家協会会員、中日友好協会理事、中央民族大学、中国人民解放軍芸術学院、西北大学、雲南芸術学院等客員教授を歴任。

## 経歴
- 1947年、天津生まれ。

- 1968年、知識青年として烏蘭浩特市に下放。

- 1970年、森林警察文工団に參加。

- 1975年、中央民族歌舞団独唱演員。

- 1984年、中国中央電視台春節聯歓晚会に參加、『在那桃花盛開的地方』が発売された。

- 1985年、中央民族歌舞団団長に就任し。1993年、去職。

- 2006年、「中国唱法」概念提出。

- 2007年、専著『我的声楽筆記』を発表。

- 2009年、「中非芸術家」と「民委突出貢献専家」を受賞。

- 2011年12月、「歌声伝奇」に參加。

## 家族
- 妻：張佩君、元中央民族歌舞団民歌独唱演員。
- 女：蒋怡、カナダ国籍。